# Zethes variabilis
Zethes variabilis là một loài bướm đêm trong họ Erebidae.